# Диксон, Медина
Медина Диксон (англ. Medina Dixon; 2 ноября 1962 года, Бостон, штат Массачусетс, США — 8 ноября 2021 года) ― американская баскетболистка. Она была членом национальной команды США в конце 1980-х и начале 1990-х годов, выиграв за время международной карьеры три медали. На студенческом уровне выступала за команду университета Олд Доминион.

## Баскетбол
Диксон представляла США на чемпионате мира, который состоялся в Куала-Лумпуре, Малайзия в июле 1990 года. Команда США выиграла все восемь матчей, завоевав золотые медали. Диксон набрала в среднем 8,3 очка за игру и 15 передач, заняв второе место в команде.
Диксон снова сыграла в составе сборной США в 1991 году на Панамериканских играх. Команда финишировала с результатом 4:2, сумев завоевать бронзовую медаль. Сборная США потеряла три очка в игре со сборной Бразилии, затем одержала победы над командами Аргентины и Кубы, обеспечив себе место в медальном раунде. Следующей игрой был матч-реванш против Кубы, и на этот раз команда Кубы выиграла и обогнала американок на пять очков. Команда США обыграла канадок, легко завоевав бронзу. Результат Диксон составил в среднем 7,8 очка за игру.
В 1992 году на Олимпийских играх в Барселоне, Испания Диксон была лучшим бомбардиром сборной США с результатом в 15,8 очков за игру. Диксон возглавила команду в победной игре против сборной Китая, затем приняла участие в матче против Единой команды, которой они уступили со счётом 79:73, хотя Диксон и установила для сборной США бомбардирский рекорд, 28 очков. Далее сборная США сошлась в схватке за бронзовую медаль с командой Кубы. У кубинок было небольшое преимущество до перерыва, но в середине второго тайма команде США удалось вернуть лидерство и финишировать со счётом 88:74, одержав победу и завоевав бронзовые медали.
Умерла 8 ноября 2021 года.